# Mammon (televisieserie)
Mammon is een Noorse krimiserie van zes afleveringen uit 2014 geproduceerd door Nordic Noir. De serie werd geschreven door Gjermund Stenberg Eriksen en geregisseerd door Cecilie Mosli. De hoofdrollen worden vertolkt door Jon Øigarden, Lena Kristin Ellingsen, Nils Ole Oftebro, Ingjerd Egeberg, Anna Bache-Wiig, Alexander Rosseland, Andrine Sæther en Terje Strømdahl. 
De eerste aflevering uitgezonden op 1 januari 2014 op het eerste net van de Norsk Rikskringkasting trok in Noorwegen 997.000 kijkers. Gemiddeld haalde de serie 1,3 miljoen kijkers wat neerkwam op 55% marktaandeel. Vanaf januari 2015 werd de serie ook in Duitsland door ARD uitgezonden. Vanaf augustus 2015 werd de serie ook wekelijks op de Zweedse openbare omroep SVT uitgezonden.
NRK bestelde een tweede seizoen dat vanaf januari 2016 in Noorwegen uitgezonden wordt.

## Verhaallijn
De serie gaat over reporter Peter Verås. Hij werkt aan een geldschandaal waarin zijn eigen broer verwikkeld is. Zijn broer pleegt zelfmoord en Peter wordt overgeplaatst naar de sportredactie van de fictieve krant Aftenavisen. Na een aantal jaar komt het schandaal echter weer bovendrijven. Het blijkt nu om een enorme samenzwering te gaan met sporen die naar de financiële wereld leiden en de politiek op het hoogste niveau.

## Rolverdeling
- Jon Øigarden als Peter Verås
- Ingjerd Egeberg als Eva Verås
- Lena Kristin Ellingsen als Vibeke Haglund
- Terje Strømdahl als Tore Verås
- Alexander Tunby Rosseland als Andreas Verås
- Anna Bache-Wiig als Inger Marie Steffensen
- Robert Skjærstad als Jensen
- Andrine Sæther als Økokrimsjefen
- Nils Ole Oftebro als Frank Mathiesen
- Vidar Sandem als Sjefsredaktør Holst
- Andreas Cappelen als Sportsjounalist Bakke
- Terje Ranes als Jon Stensrud
- Dennis Storhøi als Tom Lied
- Andrea Bræin Hovig als Yvonne Haugen
- Trond Høvik als Kripos eldst
- Frank Jørstad als Kripos yngst
- Nicolas Bro als Arkitekten
- Håkon Ramstad als Justisminister Hjort
- Ines Prange als Minister Hjorts kone
- Anders T. Andersen als Daniel Verås
- Espen Klouman Høiner als Kommunikasjonsrådgiver
- Hallvard Holmen als Åge Haugen
- Hauk Heyerdahl als Lieds PR-mann
- Even Rasmussen als Gisle Eie
- Endre Hellestveit als NRK-journalist / nyhetsreporter
- Håvard Bakke als Inger Maries mann
- Julia Schacht als Fersk etterforsker
- Ingvild Marie Lien als Politikvinne